# Willem Livius van Sminia
Willem Livius van Sminia (Leeuwarden, 1 februari 1769 - Bergum, 16 november 1822) was een Nederlands bestuurder.

## Biografie
Van Sminia was een zoon van Hobbe Baerdt van Sminia (1730-1813) en Louise Albertina van Glinstra (1738-1809). Willem Livius werd op 17 februari 1769 in Leeuwarden gedoopt. Hij is een telg van de familie Van Sminia.
Willem Livius was in 1790 commies ter Financiën van Friesland. Tussen 1806 en 1807 was hij lid van het Departementaal Bestuur van Friesland waarna hij in 1812 maire van Bergum was. In 1814 was Van Sminia lid van de Vergadering van Notabelen waarbij vergaderd werd over de Grondwet. Onder Willem I was hij houtvester en van 1814 tot 1822 was hij lid van de Provinciale Staten van Friesland.
In 1816 volgde hij zijn vader op als grietman van Tietjerksteradeel. Na zijn overlijden volgde zijn neef Hobbe Baerdt van Sminia hem op in dit ambt.

## Huwelijk
Van Sminia trouwde op 19 augustus 1792 te Bergum met zijn nicht Christina Eritia van Vierssen, dochter van Hessel Jetze van Vierssen en Lucia Wilhelmina van Glinstra. Dit huwelijk bleef kinderloos.